# Paa polunini
Nanorana polunini là một loài ếch trong họ Ranidae.
Nó được tìm thấy ở Trung Quốc, Nepal, có thể cả Bhutan, và có thể cả Ấn Độ.
Các môi trường sống tự nhiên của chúng là các khu rừng vùng núi ẩm nhiệt đới hoặc cận nhiệt đới và sông.
ITIS hiện xếp nó vào chi Nanorana.